# Jungle Rot
Jungle Rot ist eine US-amerikanische Death-Metal-Band aus Kenosha.

## Geschichte
Gegründet wurde Jungle Rot im Jahr 1994. Nach den ersten beiden Demoaufnahmen erhielt die Band einen Vertrag beim amerikanischen Independentlabel Pure Death Records, bei welchem 1996 das Debütalbum erschien. Im nächsten Jahr erschien dann das zweite Album, das erst über Pulverizer Records und ein Jahr später über das wesentlich größere Label Pavement Music wiederveröffentlicht wurde. Die EP Darkness Fortold wurde über das kleine Label S.O.D. veröffentlicht, welches von den Machern des Underground-Musikmagazin Sounds of Death geführt wird. Die beiden folgenden Alben veröffentlichte man über Olympic Recordings. Seit 2005 hat die Band keinen Vertrag mit einem Label, das letzte Album War Zone wurde selbstveröffentlicht und über Crash Music, einen US-amerikanischen Vertrieb, angeboten und verkauft. Des Weiteren wurde ein Live-Mitschnitt der Band vom deutschen Fuck the Commerce-Festival im Jahr 2006 veröffentlicht. Eines der Hauptprobleme der Band neben den ständigen Labelwechseln ist eine ungewöhnlich hohe Musikerfluktuation, welche die Band immer wieder stark gebremst hat. Für das Jahr 2007 steht zum zweiten Mal eine kleine Deutschlandtour auf dem Spielplan der Band, die zusammen mit den reunionierten Massacre stattfinden wird.

## Stil
Das lyrische Konzept der Band ist der Krieg und seine Begleiterscheinungen. So geht der Name der Gruppe auf einen Ausdruck des US-Militärjargons zurück, welcher während des Vietnamkrieges aufkam und sich auf eine Infektion der Füße bezieht, welche im Dschungel Vietnams durch ständige Feuchtigkeit in den Militärstiefeln auftrat.
Die Band spielt von Anbeginn einen Death-Metal-Stil, der eher im Midtempobereich anzusiedeln ist. Ähnlich klingen vor allem Bands wie Obituary und Six Feet Under. Dabei sieht sich die Band selbst in der Tradition von Bands wie Sodom oder Slayer und lehnt dabei die ‚Heerscharen‘ von Cannibal Corpse- und Suffocation-Rip-Offs ab. Die Presse wiederum sieht Jungle Rot zum Teil genau in diesem Spektrum.

## Diskografie

### Alben
- 1996: Skin the Living
- 1997: Slaughter the Weak
- 2001: Dead and Buried
- 2004: Fueled by Hate
- 2006: War Zone
- 2009: What Horrors Await
- 2011: Kill on Command
- 2013: Terror Regime
- 2015: Order Shall Prevail
- 2018: Jungle Rot
- 2022: A Call to Arms

### Demos und EPs
- 1995: Rip off Your Face (Demo)
- 1995: Skin the Living (Demo)
- 1997: 4-tracks (Promotion-Demo)
- 1998: Darkness Foretold (EP)

### DVDs
- 2006: Live in Germany

### Musikvideos
- 2006: Victims of Violence
- 2011:	Rise up and Revolt
- 2012:	Blood Ties
- 2013:	Blind Devotion
- 2013:	Terror Regime
- 2015: Paralyzed Prey
- 2018: The Unstoppable
- 2018: Send Forth Oblivion
- 2018: A Burning Cinder